# ブルース・ボテリョ
ブルース・ボテリョ（Bruce Botelho, 1946年 - ）はアメリカ合衆国の政治家。
アラスカ州に生まれる。1976年にアラスカ州検事総長に任命され、1983年までに検事総長を務める。1984年にアセンブリ市長に立候補し当選する。4年間アセンブリ市長を務め上げた後1988年にジュノー市長に選出される。1991年に任期を終えると、次のジュノー市長選に立候補せず政治活動を停止していた。しかし2003年のジュノー市長選に立候補し2期目の当選を果たした。
ハイデルベルク大学から文学士。ウィラメット大学から修士号を得た。